# ДБ-3ТП
ДБ-3ТП — советский опытный поплавковый самолёт торпедоносец, конструкции С. В. Ильюшина (ОКБ-39).

## История создания и испытания
ДБ-3ТП был построен в 1938 году на Московском авиационном заводе № 39 им В. Р. Менжинского. В июне 1938 года на Рыбинском водохранилище начались лётные испытания самолёта, затем в Севастополе проводились практические стрельбы торпедами 45-36АМ. В испытаниях ДБ-3ТП участвовали В. К. Коккинаки, И. М. Сухомлин, В. М. Матвеев и Д.И.Вовк. В процессе испытаний было выявлено ухудшение лётных характеристик по сравнению с базовой моделью, а также значительные трудности технического обслуживания машины на водной поверхности. Все это не позволило запустить самолёт в серийное производство. Был изготовлен лишь 1 ДБ-3ТП.

## Конструкция
Конструктивно ДБ-3ТП представлял собой сухопутный торпедоносец ДБ-3Т с усиленными лонжеронами и узлами центроплана, установленный на поплавковое шасси типа «Ж» (Масса поплавкового шасси — 816 кг, длина поплавка 10,66 м, ширина и высота 1,15 м, объём 7,25 м³) применявшееся ещё на ТБ-1П.

## Технические характеристики
Технические характеристики
- Длина: 15,1 м
- Высота:
- Площадь крыла: 65,6 м²
- Масса пустого: 5630 кг
- Нормальная взлётная масса: 7550 - 8600 кг
- Силовая установка: 2 × поршневой М-86
- Мощность двигателей: 2 × 2 х 950 л.с.

Лётные характеристики
- Максимальная скорость: 351 км/ч
- Крейсерская скорость: 243 км/ч
- Боевой радиус: 700 км
- Практическая дальность: 1400 км
- Практический потолок: 7570 м

Вооружение
- Точки подвески: 1
- Бомбы: 1 торпеда 45-36АН